# Futro (singel)
Futro – singel polskiego rapera Kizo oraz rapera Kabe z albumu studyjnego Posejdon. Singel został wydany 1 października 2020 roku. Tekst utworu został napisany przez Patryka Wozińskiego i Bartosza Krupka.
Nagranie otrzymało w Polsce status platynowej płyty w 2021 roku.
Singel zdobył ponad 7 milionów wyświetleń w serwisie YouTube (2023) oraz ponad 5 milionów odsłuchań w serwisie Spotify (2023).

## Nagrywanie
Utwór został wyprodukowany przez Poly i Hubi. Za mix/mastering utworu odpowiada EnZU. Tekst do utworu został napisany przez Patryka Wozińskiego i Bartosza Krupka.

## Twórcy
- Kizo, Kabe – słowa[1]
- Patryk Woziński, Bartosz Krupka – tekst[1][2]
- Poly i Hubi – produkcja[1]
- EnZU – mix/mastering[1][2]

## Certyfikaty
| Kraj          | Certyfikat      |
| ------------- | --------------- |
| Polska (ZPAV) | platynowa płyta |